# Окская (станция метро)
«О́кская» — станция Московского метрополитена на Некрасовской линии. Расположена в Рязанском районе (ЮВАО), названа по одноимённой улице. Открытие состоялось 27 марта 2020 года в составе участка «Лефортово» — «Косино».  Колонная двухпролётная станция мелкого заложения с двумя береговыми платформами.

## Строительство
Строительством управляет инжиниринговый холдинг «Мосинжпроект» — оператор программы развития московского метро.
Строительство Некрасовской линии метрополитена обещали начать в 2012 году. Генеральный проектировщик ОАО НИПИИ «Ленметрогипротранс».
- Ограждение стройплощадки станции началось в марте 2015 года.
- С 5 апреля 2017 года для строительства станции полностью закрыты для движения автотранспорта участок 1-й Новокузьминской улицы от пересечения с Окской улицей до дома 6к2 и участок Окской улицы от пересечения с Рязанским проспектом до дома 28с1 по Рязанскому проспекту[6].
- 13 декабря 2017 года. Началась проходка тоннеля диаметром 10 метров от станции «Окская улица» до станции «Нижегородская улица». Щиту предстоит преодолеть 3336 метров, при этом с остановкой в котловане станции «Стахановская»[7].
- 13 декабря 2018 года. Завершена проходка двухпутного тоннеля между «Окской улицей» и «Стахановской». Далее щиту предстоит пройти санацию и прорыть тоннель до «Нижегородской»[8].
- 19 декабря 2019 года — пройдена проверка станции и прилегающих тоннелей на габарит[9].
- 2 января 2020 года — технический пуск участка от станции «Косино» до станции «Лефортово»[10].
- 27 марта 2020 года — открыта для пассажиров.

## Расположение и вестибюли
Станция расположена на примыкании Окской улицы к Рязанскому проспекту. Имеется один вестибюль с выходами на обе стороны Рязанского проспекта и к Окской улице.
- Наземный вестибюль в процессе отделки
- Подуличный переход

В 790 м к юго-востоку от «Окской» расположена станция «Рязанский проспект» Таганско-Краснопресненской линии. Это самое короткое расстояние между двумя станциями разных линий не в центре Москвы, не имеющими пересадки друг на друга. Между станциями отсутствует и официальный наземный переход: при выходе на поверхность с одной станции для пересадки на другую потребуется оплата.

## Архитектура и оформление
Колонная двухпролётная станция мелкого заложения с двумя береговыми платформами. Оснащена пятью эскалаторами и тремя лифтами для маломобильных пассажиров.
Основные цвета в отделке станции, включая путевой зал и вестибюли — синий, серый и чёрный. Потолок станции облицован тёмно-синими алюминиевыми панелями с принтом, на фоне которых размещены светодиодные светящиеся кольца диаметром около пяти метров. Мерцающие окружности на синем фоне потолка призваны создать иллюзию течения реки с кругами на воде. Пол покрыт светло-серым гранитом; стены станции, вестибюля и переходов облицованы керамогранитом одного тона. Колонны между путями имеют общее горизонтальное основание и окрашены в светло-серый цвет, над ними расположены горизонтальные световые линии.
- Посадка в поезд
- Лестница на платформу
- Общий вид платформы

## Путевое развитие
За станцией со стороны станции «Юго-Восточная» расположен пошёрстный съезд между главными путями.

## Наземный общественный транспорт
На этой станции можно пересесть на следующие маршруты городского пассажирского транспорта:
- Автобусы: м74, е70, 51, 133, 208, 279, 371, 429, 491, 703, 725, 731, Вк, Вч, т63, н7